# 1693 en droit
Chronologie en droit

Cet article présente les faits marquants de l'année 1693 en droit.

## Événements
- 17 mars : traité entre la Suède et le Danemark pour le respect de leur neutralité maritime. Le commerce du Danemark est favorisé.
- mars : en France, édit de Louis XIV soumettant tous les actes reçus par les notaires et les exploits d’huissiers à la formalité de l’enregistrement dans les 15 jours de leur rédaction : c’est l’acte fondateur de tous les dispositifs suivants de taxation des faits juridiques.
- 10 avril : édit royal en France créant l’ordre royal et militaire de Saint-Louis.
- 31 mai : Cornelis van Eck est nommé professeur de droit à l'université d'Utrecht.
- 14 septembre : Louis XIV suspend l’application de la déclaration du clergé de France.
- Denis Talon est président à mortier du Parlement de Paris.
- Début d'un long combat juridique à Paris entre la Ménestrandise, corporation de musiciens, et les organistes et clavecinistes de haut rang : la corporation veut leur interdire d’enseigner le clavecin s'ils n'ont pas été reçus « maîtres » par la corporation (François Couperin tournera en ridicule la corporation dans Les Fastes de la grande et ancienne Mxnxstrxndxsx, cycle de pièces pour le clavecin publié en 1716–1717).

## Naissances
- 26 avril : William Wollaston, avocat et homme politique anglais, mort le 20 juin 1757.
- Date précise non renseignée ou inconnue :
  - Gilbert Elliot, avocat, homme politique et juge écossais, mort le 16 avril 1766.
  - Abraham Wieling, jurisconsulte allemand, mort le 10 janvier 1746.

## Décès
- 8 octobre : Thomas Bampfield, avocat et homme politique anglais, né vers 1623.